# Arena Metallurg
Arena Metallurg (rusky Арена Металлург, Aréna Metallurg) je multifunkční aréna s kapacitou 7700 míst k sezení. Je to moderní hokejová aréna, která se nachází v ruském Magnitogorsku. Hraje v ní klub Kontinentální hokejové ligy (KHL) Metallurg Magnitogorsk. Výstavba haly začala 1. září 2005 a otevřena byla 12. ledna 2007. Stadion je také místem vystoupení hudebních umělců, mezi něž se řadí Roxette, Nazareth, Scorpions, Sabaton, UDO či Rage.